# Coppa Sabatini 2016
La Coppa Sabatini 2016, sessantaquattresima edizione della corsa e valevole come evento del circuito UCI Europe Tour 2016 e della Coppa Italia 2016 categoria 1.1, si svolse il 22 settembre 2016 su un percorso di 195,8 km, con partenza e arrivo a Peccioli, in Italia. La vittoria fu appannaggio dell'italiano Sonny Colbrelli, il quale completò il percorso in 4h51'45", alla media di 40,29 km/h, precedendo il connazionale Andrea Pasqualon e lo spagnolo Carlos Barbero.
Sul traguardo di Peccioli 104 ciclisti, su 130 partenti, portarono a termine la competizione.

## Squadre e corridori partecipanti
| N.    | Cod. | Squadra                     |
| ----- | ---- | --------------------------- |
| 1-8   | CJR  | Caja Rural-Seguros RGA      |
| 11-18 | AST  | Astana Pro Team             |
| 21-27 | ALM  | AG2R La Mondiale            |
| 31-38 | MOV  | Movistar Team               |
| 41-48 | DDD  | Team Dimension Data         |
| 51-58 | AND  | Androni Giocattoli-Sidermec |
| 61-68 | BAR  | Bardiani CSF                |
| 71-78 | BOA  | Bora-Argon 18               |
| 81-88 | ITA  | Italia                      |

| N.      | Cod. | Squadra                     |
| ------- | ---- | --------------------------- |
| 91-98   | CCC  | CCC Sprandi Polkowice       |
| 101-108 | FVC  | Fortuneo-Vital Concept      |
| 111-118 | GAZ  | Gazprom-RusVelo             |
| 121-128 | NIP  | Nippo-Vini Fantini          |
| 131-138 | TNN  | Team Novo Nordisk           |
| 141-148 | TSV  | Topsport Vlaanderen-Baloise |
| 151-158 | WIL  | Wilier Triestina-Southeast  |
| 161-168 | ROT  | Team Roth                   |

## Ordine d'arrivo (Top 10)
| Pos. | Corridore         | Squadra    | Tempo    |
| ---- | ----------------- | ---------- | -------- |
| 1    | Sonny Colbrelli   | Bardiani   | 4h51'45" |
| 2    | Andrea Pasqualon  | Roth       | s.t.     |
| 3    | Carlos Barbero    | Caja Rural | s.t.     |
| 4    | Andrea Vendrame   | Italia     | s.t.     |
| 5    | Jonathan Hivert   | Fortuneo   | s.t.     |
| 6    | Jan Bakelants     | AG2R       | s.t.     |
| 7    | Franco Pellizotti | Androni    | s.t.     |
| 8    | Francesco Gavazzi | Androni    | s.t.     |
| 9    | Kristian Sbaragli | Dimension  | s.t.     |
| 10   | Roman Maikin      | Gazprom    | s.t.     |